# Estação Engenheiro Pedreira
Engenheiro Pedreira é uma estação de trem do Rio de Janeiro do ramal de Japeri. Localiza-se no bairro de Engenheiro Pedreira. 

## História

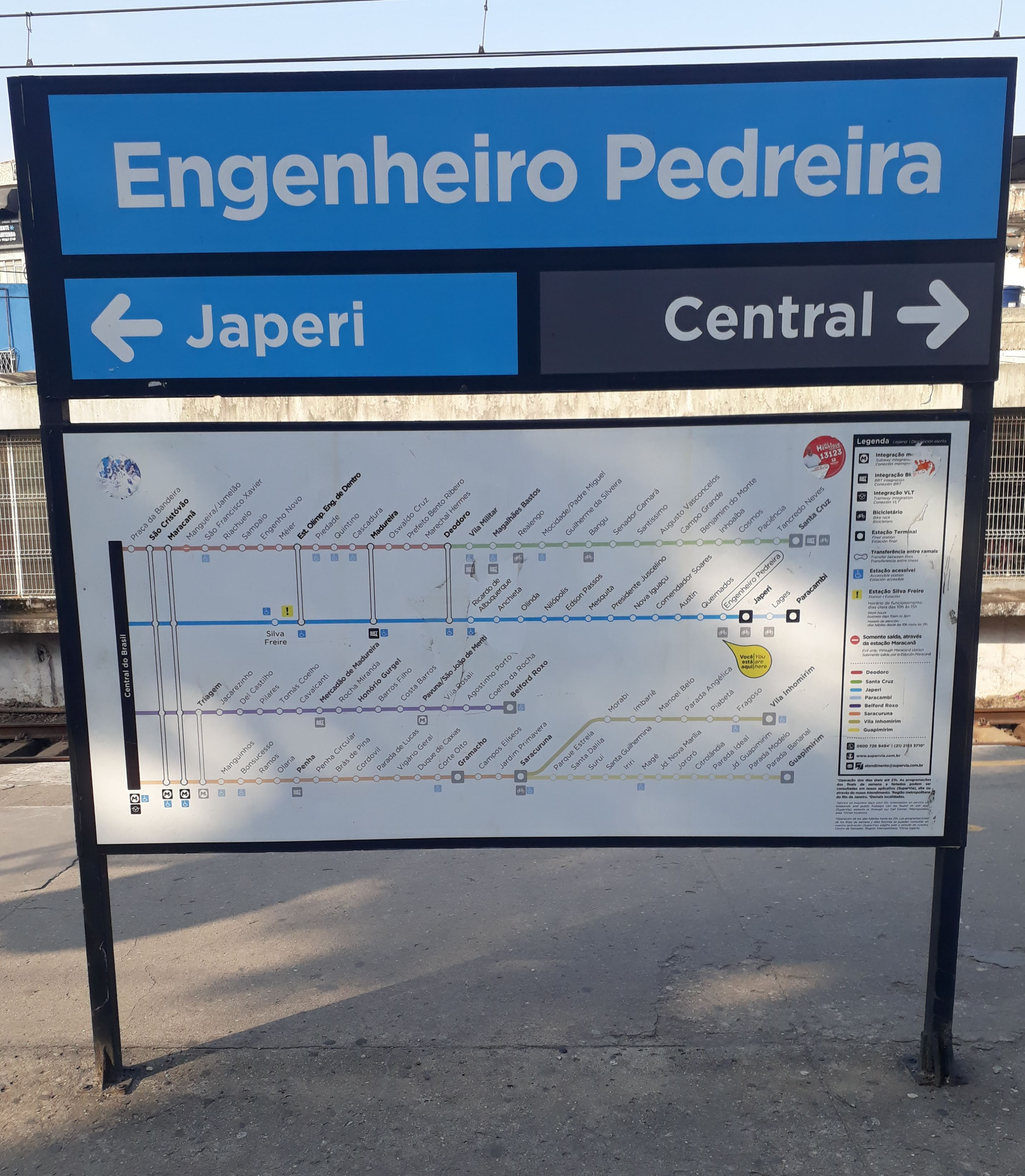
Placa Engenheiro Pedreira

É a antiga estação Caramujos, inaugurada em 1914. Mais tarde o nome foi alterado para Engenheiro Pedreira. O prédio da estação atual foi inaugurado em outubro de 1977.

## Operadoras
- E. F. Central do Brasil (1914-1975);
- RFFSA (1975-1994);
- Flumitrens (1994-1998);
- Supervia (1998-atualmente);

## Plataforma
Plataforma 1A: Sentido Japeri
Plataforma 1B: Sentido Central do Brasil